# Phu (Manang)
Phu (Nepali फू auch Fu) ist ein Village Development Committee (VDC) im Distrikt Manang in Nordzentral-Nepal.
Der Hauptort Phugaon liegt in einem nördlichen Seitental des Manangtals auf einer Höhe von 4070 m. Er ist vom Manangtal aus durch das Flusstal von Phu Khola und Nar Khola erreichbar. Das Gebiet umfasst den östlichen Damodar Himal und reicht bis zur chinesischen Grenze. Im Süden grenzt Phu an das VDC Nar.

## Einwohner
Bei der Volkszählung 2011 hatte Phu 176 Einwohner (davon 88 männlich) in 36 Haushalten.

## Dörfer und Weiler
Phu besteht aus mehreren Dörfern und Weilern:
- Kyang (3840 m ⊙)
- Nagoru (4445 m)
- Phugaon (4070 m ⊙)